# 피터 스피어스
피터 스피어스(영어: Peter Spears, 1965년 11월 29일 ~ )는 미국의 배우이자 영화 제작자이다.